# Lvi přicházejí (Palko)
Lvi přicházejí: Proč Evropa a Amerika směřují k nové tyranii (v originále Levy prichádzajú: Prečo Europa a Amerika smerujú k novej tyranii) je kniha slovenského politika, žurnalisty a informatika Vladimíra Palka, která poprvé vyšla slovensky v roce 2012, druhé rozšířené vydání vyšlo v roce 2019. Zabývá se vývojem a stavem moderní křesťanské demokracie a s ní spřízněných směrů na Západě a ve střední Evropě, poukazuje na jejich úpadek a na sílící útoky na křesťany a jejich víru v tomto prostoru a předpovídá již počínající nové pronásledování křesťanů.
Kniha vyšla kromě slovenštiny i v dalších jazycích. V němčině vyšla poprvé v roce 2014, přičemž k říjnu 2015 vyšla v tomto jazyce už čtyřikrát a dostalo se jí pochvaly od emeritního papeže Benedikta XVI., italsky vyšla v roce 2016. Česky ji vydalo Kartuziánské nakladatelství v Brně pod jménem Lvi přicházejí v roce 2016. 
Cizojazyčná vydání nejsou zcela totožná s originálem – jednak jsou aktualizovaná o poslední vývoj, jednak jsou v nich zestručněny části týkající se slovenské politiky.